# Рассказ собаки
«Рассказ собаки» — рассказ Марка Твена, написан в 1903 году.

## Сюжет
История рассказана от лица домашнего любимца, собаки, которая описывает себя в первой фразе рассказа:

Отец мой — сенбернар, мать — колли, а я пресвитерианка. Так, во всяком случае, объяснила мне мать, сама я в этих тонкостях не разбираюсь. Для меня это только красивые длинные слова, лишённые смысла.
Её мать хотя и не понимала значения, но знала много умных слов, нахватавшись их из разговоров людей в гостиной или бывая на проповедях в воскресной школе куда сопровождала детей хозяев, и любила продемонстрировать образованность среди других собак. Однако при своей тщеславности она была очень доброй, смелой, но скромной, и не словами, а своим примером учила: «В момент опасности, которая грозит другому, не думай о себе».
Когда героиня подросла, её разлучили с матерью и продали. Она попала в семью учёного мистера Грея, его жены и их детей — 10-летней дочери и годовалого малыша. Ей дали имя Эйлин Мейворнин «из какой-то песни» (прим.: речь о песне «Aileen Mavourneen» на слова поэмы Сэмуэля Холла) и она зажила счастливой жизнью в доме — честно служила хозяевам, а её все любили и ласкали — она стала членом семьи.

Вскоре на свет появился мой щенок, и тут чаша моего блаженства наполнилась до краев. Мой сын был прелестным существом — гладкий и мягкий, как бархат, он так потешно ковылял на своих обворожительных неуклюжих лапках. У него были такие нежные глазёнки, такая славная мордочка. Я так гордилась им, когда видела, как обожают его моя госпожа и её дети, как они ласкают его, как громко восхищаются каждым милым его движением. Нет, жизнь была чудесна, восхитительна…
Когда в детской вспыхивает пожар, собака рискует своей жизнью, чтобы вытащить малыша хозяев из пламени. Её мотивы неправильно понимают, и хозяин жестоко избивает её тростью, однако вскоре обнаруживается правда, и она получает бесконечные похвалы. Учёные — друзья её хозяина ведут споры, способна ли бессловесная тварь на поступок или это инстинкт.
Как-то хозяин взял её щенка показать друзьям-учёным, чему мама-собака очень обрадовалась, испытывая гордость, что её щенку оказывают внимание такие умные люди. Однако, демонстрируя своим друзьям-учёным опыт на нервной системе щенка, хозяин ослепляет и убивает его. Собака не понимает этого, думает, что тот уснул, а то, что лакей унёс и закопал щенка в саду — так это для того, чтобы он вырос как один из тех цветков, которые они раньше тут сажали: её сын также вырастет и станет сильным и красивым. И две недели она не отходит от могилки своего щенка — ждёт…

### Иллюстрации
Иллюстрации к первому изданию рассказа художника Уильяма Смедли:

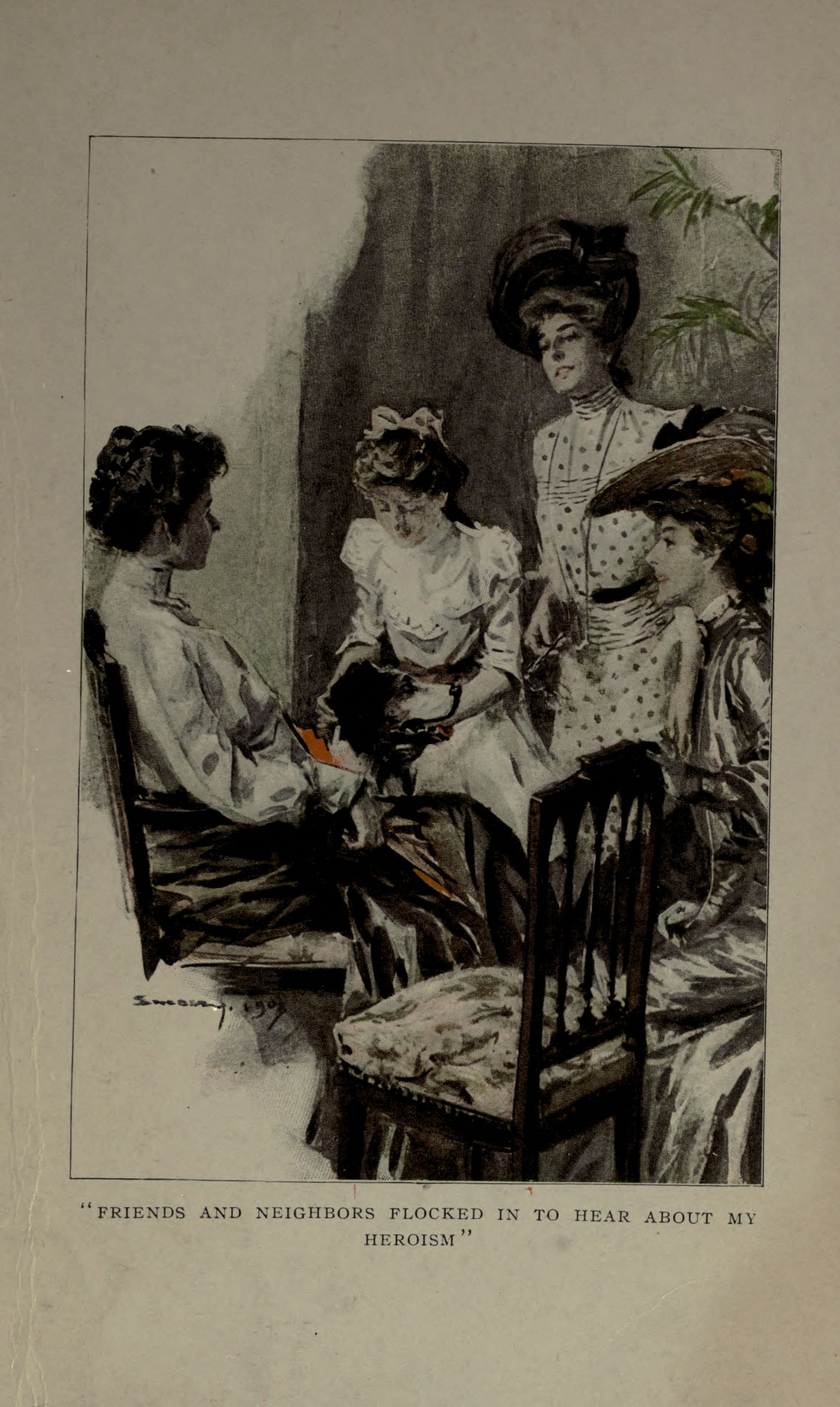
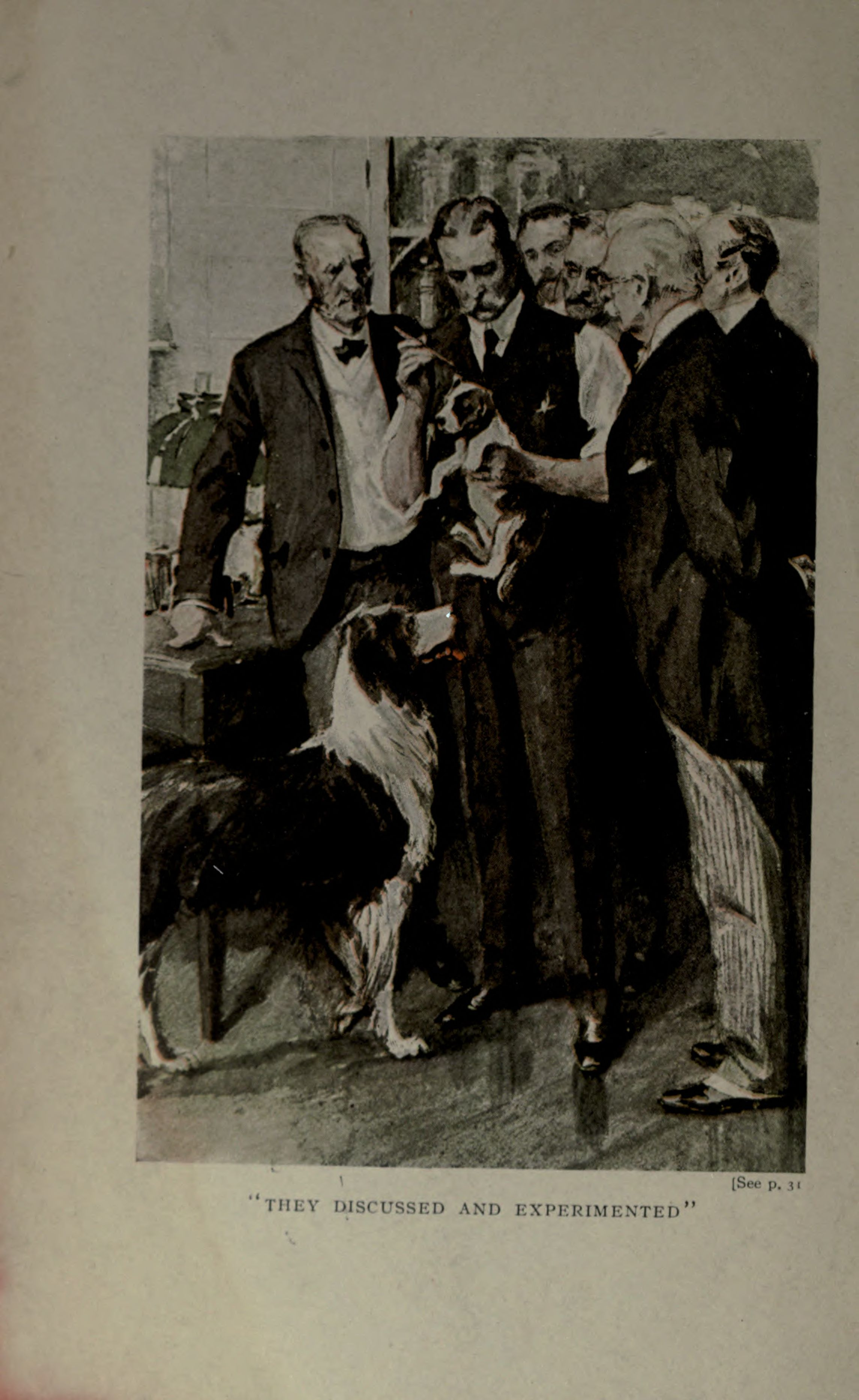
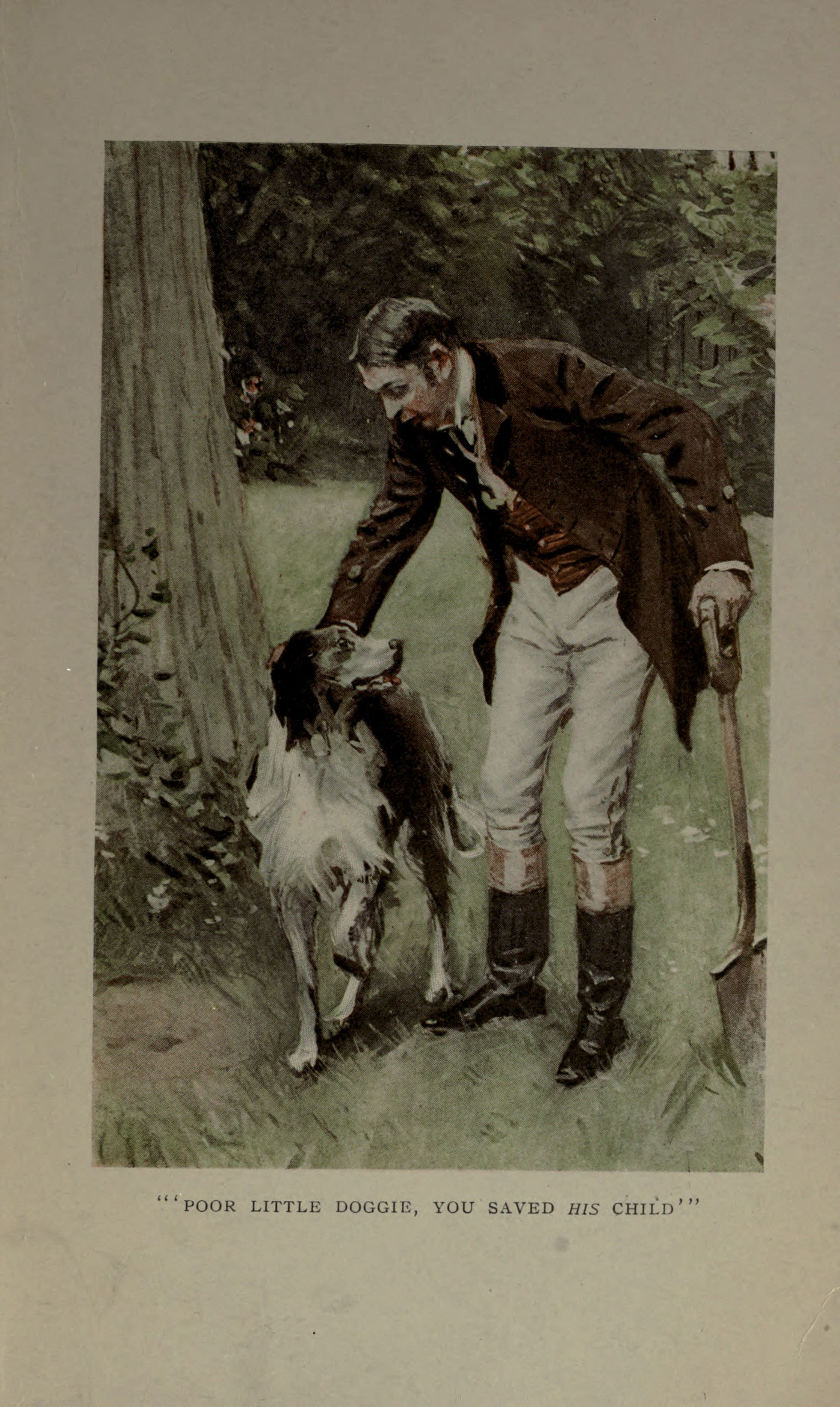

## История создания
Рассказ написан летом 1903 года, очевидно, создан для поддержки позиции дочери писателя Джейн — активистки движения защиты животных. В рассказе нашли отражение личные воспоминания о жизни семьи на ферме «Куарри» — спасение нянькой во время пожара дочери писателя Клары, а в последней сцене — ухаживание писателем за цветком на могиле дочери Сьюзи.
Рассказ был впервые опубликован в декабрьском номере «Harper’s Magazine» за 1903 год, в январе 1904 года издан отдельной брошюрой Национального общества борьбы с вивисекцией, а чуть позже в том же 1904 году вышел отдельной книгой издательства «Harper & Brothers» с иллюстрациями Уильяма Смедли.
На русском языке опубликован в том же 1903 году в переводе Е. Любича в газете «Южное обозрение» № 2364 за 25 декабря 1903 года. Также известны другие переводы, например, М. Энгельгардта, но наиболее распространён перевод Н. Дехтеревой под редакцией Р. Облонской, в котором рассказ опубликован в Собраниях сочинений Марка Твена, изданных в 1961 и 1980 годах.

## О рассказе
Рассказ написан в нехарактерной для Марка Твена сентиментальной традиции, что вызвало недоумение и читателей (автору поступило письмо от ребёнка-поклонника его рассказов, где он пенял Твену, что он «ужасно поступил, написав такую грустную историю»), и критиков:

Большинство критиков считают, что Марк Твен, давний противник сентиментализма, сам здесь слишком сентиментален. Эта потеря объективности, возможно, проистекает из настроений и воспоминаний, окутывающих эту последнюю историю, завершённую на ферме «Куарри», когда Ливи выздоравливала. Некоторые критики признают эту сентиментальность, но дают квалифицированную оценку литературным целям рассказа. … Тем не менее, эта история — нечто большее, чем просто обращение к эмоциям.
Оригинальный текст (англ.)Most critics believe that Clemens, a longtime opponent of sentimentalism, is himself too sentimental here. This loss of objectivity possibly derives from moods and memories enveloping this last story completed at beloved QUARRY FARM while Livy was recuperating. Some critics acknowledge the sentimentality but offer qualified praise for the story’s literary aims. ... Nonetheless, the story is more than an appeal to emotions.
— R. Kent Rasmussen - Critical Companion to Mark Twain
Темы науки и языка усиливают атаку писателя на жестокость и безразличие, замечено, что эта история напоминает рассказы Натаниэля Готорна о холодных, жестоких учёных, кроме того, писатель прозрачно намекает на сходство между отношениями хозяина и собаки и человеческим рабством — собака в рассказе ясно ассоциируется с героиней его рассказа «Правдивая история, записанная слово в слово, как я её слышал», через собачий язык с юмором характеризует тщеславие и классовое превосходство, при этом ставит действия, пусть и собачьи, выше слов людей.